# Zubakhín
Zubakhín (en rus: Зубахин) és un poble (un khútor) de l'óblast de Kursk, a Rússia, que en el cens del 2010 tenia 18 habitants. Pertany al districte de Kastórnoie.